# オファーズ
株式会社オファーズ（英: OfaaS Corp.）は、"情報革命で人々を幸せに"という経営理念の元、"Beyond Carrier"戦略を掲げるソフトバンクの一員であり、ITの力で、企業の働き方やオフィスファシリティを変革するコンサルティングカンパニーである。オフィスプラットフォームのクラウド化 "Office as a Service"実現のため、企業の働き方からオフィスファシリティ戦略の領域において、ソフトバンクで培われたテクノロジーやグローバルな知見を取り入れ、"空間"に創造的な付加価値を加えている。

## 沿革
- 2018年1月15日 - 株式会社オファーズ設立[2]
- 2019年12月2日 - 本社オフィスを東京都千代田区丸の内に移転
- 2021年7月19日 - 各地にあるワークスペースの時間単位の利用や自社オフィスの利用状況の可視化が可能な「Workus」を提供開始[3]
- 2021年10月1日 - 株式会社エイチ・アイ・エスと業務提携[4]
- 2022年5月19日 - 「女性の活躍推進」に向けた行動計画を策定[5]
- 2022年8月23日 - 女性活躍推進企業認定「えるぼし」取得[6]
- 2023年4月3日 - 本社オフィスを東京都港区西新橋に移転[7]
- 2023年9月11日 - 個室ブース「WORKUS Pod（ワーカス ポッド）」をリリース[8]
- 2024年5月31日 - 個人向けにWORKUSの提供を開始[9]
- 2024年8月5日 - WORKUSの支払い方法にPayPay決済を追加[10]